# Anabel Torres
Anabel Torres (Bogotá, 1948) és una poetessa i traductora colombiana. És llicenciada en llengües modernes per la Universidad de Antioquia de Medellín i Master en Gènere i Desenvolupament de l'Institut d'Estudis Socials de La Haia. Va ser subdirectora de la Biblioteca Nacional de Colòmbia.

## Obres
- Casi poesía (1975)
- La mujer del esquimal (1981)
- Las bocas del amor (1982)
- Poemas (1987)
- Medias nonas (1992)
- Poemas de guerra (Barcelona, 2000)
- En un abrir y cerrar de hojas (Zaragoza, España, 2001)
- Agua herida (2004)
- El origen y destino de las especies de la fauna masculina paisa (2009)

## Premis
- Premio nacional de poesía Universidad de Nariño, 1974
- Premio nacional de poesía Universidad de Antioquia, 1980
- Premio nacional de poesía de Roldanillo, Ediciones Embalaje, Museo Rayo, 1987